# Saracura-sanã
A saracura-sanã (Pardirallus nigricans) é uma espécie de saracura encontrada brejos de grande parte da América do Sul. Tais aves possuem dorso marrom-oliváceo, garganta branca, partes inferiores cinzentas e bico verde. Também são conhecidas pelos nomes de cambonje, cambonja e saracura-preta.

## Subespécies
São reconhecidas duas subespécies:
- Pardirallus nigricans nigricans (Vieillot, 1819) – ocorre no leste do Equador, do Peru, norte da Bolívia, e nas regiões leste e central do Brasil, Paraguai e no extremo nordeste da Argentina;
- Pardirallus nigricans caucae (Conover, 1949) – ocorre no sudoeste da Colômbia, do vale do rio Cauca até Nariño.